# دایرکتوری ریشه
در سیستم فایل‌های رایانه‌ای دایرکتوری ریشه (به انگلیسی: Root directory) به اولین سطح و بالاترین دایرکتوری در سلسله مراتب دایرکتوری‌ ها گفته می‌شود. دیگر دایرکتوری‌ها در سیستم فایل، از دایرکتوری ریشه منشعب می‌شوند. دایرکتوری ریشه را می‌توان به تنه یک درخت تشبیه کرد که تمام شاخه‌های دیگر از آن سرچشمه می‌گیرند.

## تشبیه
قفسه‌ای را فرض کنید که دارای تعدادی کشو است و در هر کشو تعدادی پرونده نگه‌داری می‌شود. خود قفسه هم در یک اتاق قرار دارد. اگر هر کشو نشان دهنده سطح بالاترین زیر دایرکتوری در فایل‌ سیستم باشد، می‌توان اتاقی که قفسه در آن قرار گرفته را به عنوان دایرکتوری ریشه فرض کرد. در این صورت، قفسه نشان‌دهنده یک فایل سیستم است و به دایرکتوری ریشه آن فایل‌ سیستم شبیه است. در اتاق می‌توان تعدادی قفسه قرار دارد که این حالت را می‌توان به مونت کردن چند سیستم‌ فایل در دایرکتوری ریشه تشبیه کرد. به این ترتیب، دایرکتوری‌های دیگری ممکن است در داخل آن وجود داشته باشند، اما دایرکتوری ریشه نمی‌تواند در داخل یک دایرکتوری دیگر قرار بگیرد. در بیشتر سیستم‌عامل‌ها، فایل‌ها هم می‌توانند مستقیماً در دایرکتوری ریشه قرار گیرند و هم می‌توانند در زیردایرکتوری‌های آن قرار بگیرند. این مسئله را می‌توان در مثال اتاق این طور تصور کرد که علاوه بر پرونده‌هایی که در داخل کشوها قرار دارند، می‌توان تعدادی پرونده هم در هر جای دلخواهی از اتاق قرار داد.
در یونیکس دایرکتوری ریشه را با نماد / نشان می‌دهند.

## ‎/root
در سیستم‌عامل‌های یونیکس و شبه یونیکس، یک دایرکتوری به نام ‎/root وجود دارد که نباید آن را با دایرکتوری ریشه اشتباه گرفت. در یونیکس، دایرکتوری ریشه با نماد / مشخص می‌شود و شاخه ‎/root در حقیقت یکی از زیرشاخه‌های دایرکتوری ریشه است و دایرکتوری خانگی کاربر ریشه محسوب می‌شود.